# Списак носилаца заставе Југославије на Олимпијским играма
Ово је списак носилаца заставе Југославије на олимпијским играма.
Носиоци заставе носе националну заставу своје земље на церемонији отварања олимпијских игара.
| #  | Година                             | Носилац              | Спорт           |
| -- | ---------------------------------- | -------------------- | --------------- |
| 30 | 1992. Албертвил (зимске)           |                      |                 |
| 29 | 1988. Сеул (летње)                 | Матија Љубек         | Кајак           |
| 28 | 1988. Калгари (зимске)             | Бојан Крижај         | Алпско скијање  |
| 27 | 1984. Лос Анђелес (летње)          | Дражен Далипагић     | Кошарка         |
| 26 | 1984. Сарајево (зимске)            | Јуре Франко          | Алпско скијање  |
| 25 | 1980. Москва (летње)               | Матија Љубек         | Кајак           |
| 24 | 1980. Лејк Плесид (зимске)         | Бојан Крижај         | Алпско скијање  |
| 23 | 1976. Монтреал (летње)             | Хрвоје Хорват        | Рукомет         |
| 22 | 1976. Инзбрук (зимске)             |                      |                 |
| 21 | 1972. Минхен (летње)               | Мирко Сандић         | Ватерполо       |
| 20 | 1972. Сапоро (зимске)              | Виктор Равник        | Хокеј на леду   |
| 19 | 1968. Мексико Сити (летње)         | Бранислав Симић      | Рвање           |
| 18 | 1968. Гренобл (зимске)             |                      |                 |
| 17 | 1964. Токио (летње)                | Мирослав Церар       | Гимнастика      |
| 16 | 1964. Инзбрук (зимске)             |                      |                 |
| 15 | 1960. Рим (летње)                  | Радован Радовић      | Кошарка         |
| 14 | 1956. Мелбурн (летње)              | Здравко Ковачић      | Ватерполо       |
| 13 | 1956. Корзина д'Ампецо (зимске)    |                      |                 |
| 12 | 1952. Хелсинки (летње)             | Ото Ребула           | Атлетика        |
| 11 | 1952. Осло (зимске)                |                      |                 |
| 10 | 1948. Лондон (летње)               | Божо Гркинић         | Ватерполо       |
| 9  | 1948. Сент Мориц (зимске)          |                      |                 |
| 8  | 1936. Берлин (летње)               | Милан Степишник      | Атлетика        |
| 7  | 1936. Гармиш-Партенкирхен (зимске) |                      |                 |
| 6  | 1932. Лос Анђелес (летње)          | Вељко Наранчић       | Атлетика        |
| 5  | 1928. Амстердам (летње)            | Димитрије Стефановић | Атлетика        |
| 4  | 1928. Сент Мориц (зимске)          |                      |                 |
| 3  | 1924. Париз (летње)                | Станко Перпар        | Атлетика        |
| 2  | 1924. Шамони (зимске)              | Душан Зинаја         | Скијашко трчање |
| 1  | 1920. Антверпен (летње)            |                      |                 |